# 2011年の気象・地象・天象
2011年の気象・地象・天象（2011ねんのきしょう・ちしょう・てんしょう）では、2011年（平成23年）の気象・地象・天象に関する出来事について記述する。
なお、2011年の地震については「Category:2011年の地震」を、2011年の台風については「2011年の台風」を参照のこと。
2010年の気象・地象・天象 - 2011年の気象・地象・天象 - 2012年の気象・地象・天象

## 気象

### 1月
- 1月上旬 - 日本列島付近で強い冬型の気圧配置が続き、西日本、日本海側で大雪を記録した。特に鳥取県米子市では1日午前5時に観測史上最大となる89cmの積雪を記録。この影響で同日未明から同県米子市から琴浦町にかけての国道9号で約25キロにわたって断続的に車が動けない状態になり、自衛隊も災害派遣された（平成23年豪雪を参照）。
- 1月上旬 - オーストラリア北東部クイーンズランド州（世界最大の原料炭輸出地、同国最大の石炭埋蔵地）で記録的な洪水、炭鉱の75%が生産停止に追い込まれる[1]。
- 1月上旬 – フィリピン中部や南部で2週間以上続く豪雨で51人が死亡[2]。
- 1月中旬 – ブラジル南東部リオデジャネイロ州で起きた豪雨による洪水や土砂崩れで死者630人、行方不明者も多数[3]。
- 1月中旬 – スリランカ北部・中部で豪雨による洪水、100万人以上が被災[4]

### 2月
- 2月3日 – オーストラリア史上最大級の大型サイクロン「ヤシ」が北東部クイーンズランド州のケアンズ近郊に上陸。行方不明2人、18万世帯停電、数千人が住宅を失う[5]。

### 4月
- 4月14日 – アメリカ南部で16日にかけて暴風雨と竜巻（約230回）が広範囲に発生、死者45人[6]。
- 4月25日 - 千葉、茨城県境付近で、竜巻とみられる突風が発生、住宅59棟に被害[7]。
- 4月26日 - アメリカ南部6州で27日にかけて竜巻が160回以上発生、死者約300人、アラバマ州に非常事態宣言[8]。

### 5月
- 5月11日 - アメリカ中西部のミシシッピ川で、4月より続いた大雨の影響で大規模な洪水が発生。テネシー州メンフィスで約1300世帯が避難した[9]。
- 5月22日 - アメリカ中西部で複数の竜巻発生、ミズーリ州で死者117人[10]。

### 6月
- 6月1日 – アメリカのマサチューセッツ州で複数の竜巻発生、少なくとも4人が死亡、非常事態宣言[11]。
- 6月上旬 - 中国の南部・東部で豪雨。洪水で52人が死亡[12]、17日までに55万5000人以上が避難[13]。
- 6月中旬 - フィリピン南部のミンダナオ島で1週間にわたる豪雨、20日までに50万人余りが被災[14]。

### 7月
- 7月5日 - アメリカ西部のアリゾナ州で、幅約80km、高さ1500m以上の極めて規模が大きく、記録的な砂嵐が発生、航空機の離着陸に影響、8000世帯が停電[要出典]。
- 7月19日 – 台風6号が日本に上陸。高知県で1人死亡、奈良県で1人行方不明、各地で55人がけが[15]（平成23年台風第6号を参照）。
- 7月下旬 – タイで大雨による大規模な洪水被害が発生、10月9日までに250人以上死亡[16]、10月16日までに日系320社被害[17]（タイ洪水 (2011年)を参照）。
- 7月26日 – 韓国北部で記録的豪雨、62人死亡、9人行方不明。
- 7月26日 – 北朝鮮で29日にかけて洪水、食糧事情のさらなる悪化の懸念[要出典]。
- 7月29日 – 新潟県・福島県で30日にかけて平成16年7月新潟・福島豪雨を上回る記録的な豪雨、死者・不明6人、床上・床下浸水8838戸[18]（平成23年7月新潟・福島豪雨を参照）。

### 8月
- 8月4日 – 台風9号が沖縄本島に接近、6日までの暴風雨で51人がけが[19]（平成23年台風第9号を参照）。
- 8月28日 - ハリケーン「アイリーン」がアメリカ東岸を北上し、熱帯低気圧に変わりニューヨーク市を直撃、死亡18人、停電400万世帯[20]（ハリケーン・アイリーン (2011年)を参照）。

### 9月
- 9月3日 – 台風12号が高知県に上陸、四国地方、中国地方を縦断して日本海へ北上、5日温帯低気圧に変わる。死者73名、行方不明19名[21]（平成23年台風第12号を参照）。
- 9月21日 – 台風15号が日本に上陸、22日までに死者・不明15人[22]（平成23年台風第15号を参照）。

### 10月
- 10月1日 - 台風19号がフィリピンに上陸。9月27日上陸の17号と併せ死者50人以上[23]（平成23年台風第17号を参照）。
- 10月20日 - ミャンマーで洪水発生、23日までに106人死亡[24]（2011年ミャンマー洪水を参照）。
- 10月29日 – アメリカの東海岸で季節外れの大雪、30日までに300万世帯以上停電、少なくとも8人死亡[25]。

### 11月
- 11月4日 - イタリア北部で洪水発生、7人死亡[26]。
- 11月5日 - コロンビア西部で豪雨に伴う地滑り発生、6日までに少なくとも22人死亡[27]。
- 11月18日 - 鹿児島県徳之島町で竜巻とみられる突風発生、3人死亡[28]。

### 12月
- 12月16日 - フィリピン南部ミンダナオ島で17日にかけて台風21号が直撃し20日までに957人死亡[29]。
- 12月下旬 - クリスマス寒波で日本各地で大雪。
- 12月30日 - インドにサイクロンが直撃、31日までに33人死亡[30]。

## 地象

### 1月
- 1月1日 - アルゼンチン内陸部でM7.0の地震発生。
- 1月2日 - チリ沖でM7.1の地震発生。
- 1月12日 – イタリアのエトナ火山が溶岩の流出を開始[31]。
- 1月26日 – 霧島山（新燃岳）の噴火警戒レベルが3（火口周辺規制〈入山規制〉）に引き上げられる[32][33]。
- 1月28日 - 新燃岳の火口南西側に小規模な火砕流が500 - 600メートル流れた跡が見つかる[34]。
- 1月30日 - 新燃岳の火山活動で宮崎県西諸県郡高原町の一部地域に避難勧告[35]。

### 2月
- 2月21日 – フィリピン中部のブルサン火山で噴火[36]。
- 2月22日 – ニュージーランド南島の中心都市クライストチャーチでM6.3の地震、少なくとも65人が死亡[37]（カンタベリー地震を参照）。タスマン氷河の一部が崩壊し、巨大な氷の塊が近隣の湖に流れ込んだ[38]。

### 3月
- 3月5日 - ハワイ島のキラウエア火山で噴火活動が活発化する兆候が見られる[39]。
- 3月9日 - 東北地方の三陸沖でM7.3（震度5弱・深さ8km）の地震、岩手・大船渡港60cm、宮城・石巻鮎川50cmほか沿岸各地で津波観測[40]。
- 3月10日 - 中国雲南省でM5.8の地震。少なくとも14人が死亡、135人が負傷[41]（盈江地震を参照）。
- 3月11日 - 東北地方の三陸沖でM9.0（震度7・深さ24km）の地震発生[42]（東北地方太平洋沖地震、東北地方太平洋沖地震の前震・本震・余震の記録を参照）。
- 3月12日 - 長野県・新潟県県境付近でM6.7（震度6強・深さ8km）の地震発生[43]（長野県北部地震 (2011年)を参照）。
- 3月15日 - 静岡県東部でM6.4（震度6強・深さ14km）の地震発生[44]（静岡県東部地震を参照）。
- 3月24日 – ミャンマー東部でM6.8（深さ10km）の地震発生[45]（ミャンマー地震 (2011年)を参照）。

### 4月
- 4月7日 - 宮城県沖でM7.2（震度6強・深さ66km）の地震発生[46]（宮城県沖地震 (2011年)を参照）。
- 4月11日 – 福島県浜通りでM7.0（震度6弱・深さ6km）の地震発生[47]（福島県浜通り地震を参照）。

### 5月
- 5月11日 – スペインでM5.1の地震。9人が死亡[48]。
- 5月16日 – 阿蘇山の噴火警戒レベルが1（平常）から2（火口周辺規制）に引上げられる[49]。
- 5月21日 – アイスランドのグリムスボトン火山が噴火、火山灰の影響で欧州の空港閉鎖[50]。

### 6月
- 6月4日 – チリ南部で半世紀ぶりに火山噴火、3500人が避難[51]。アルゼンチンにも火山灰が降る[52]。
- 6月12日 – 東アフリカのエリトリアで火山噴火[53]。
- 6月13日 - ニュージーランドのクライストチャーチ市付近でM6.0の地震、少なくとも40人が負傷、約2万軒が停電[54]。
- 6月23日 – アメリカのアラスカ州アリューシャン列島でM7.4の地震発生[55]。
- 6月30日 – 長野県松本市でM5.4（震度5強）の地震（長野県中部地震）、重軽傷10人、松本城天守閣の壁にひび[56]。

### 7月
- 7月7日 - ニュージーランド北東部のケルマディック諸島沖でM7.8の地震発生[57]。
- 7月19日 - キルギスタンでM6.1の地震、13人死亡。
- 7月31日 – 福島県沖を震源とするM6.5（深さ57km、震度5強）の地震、宮城、福島、茨城の3県で9人がけが[58]。

### 8月
- 8月21日 – 南太平洋のバヌアツ沖でM7.1（深さ40.6km）の地震発生[59]。

### 9月
- 9月18日 – インド北東部でM6.9の地震、インドで48人、ネパールで8人、中国チベット自治区で7人の計63人が死亡[60]（インド北東部地震を参照）。
- 9月20日 - 中米グアテマラでM5.8とM4.8の地震、1人死亡、6人負傷[61]。

### 10月
- 10月10日 - スペインのカナリア諸島西南部のエル・イエロ島で海底火山が噴火[62]。
- 10月13日 – インドネシアのバリ島沖でM6.1の地震、46人負傷[63]。
- 10月23日 – トルコでM7.2の地震[64]（トルコ東部地震 (2011年10月)を参照）。
- 10月28日 – ペルーでM6.9の地震発生、83人がけが[65]。

### 11月
- 11月8日 – 沖縄本島北西沖を震源とするM7.0(深さ217km)の地震、沖縄本島の全域で震度4。
- 11月9日 – トルコ東部ワン県でM5.7の地震、10日までに死者12人[66]。

### 12月
- 12月10日 - メキシコ合衆国ゲレロ州にてM6.5の地震が発生。同11日時点で3名の死者が確認されている[67]。
- 12月14日 - パプアニューギニア沖でM7.3の地震が発生[68] 。

## 天象

### 3月
- 3月19日 - 世界各地で1992年以来となるエクストリーム・スーパームーンを観測。

### 5月
- 5月10日 - 水星、金星、火星、木星の4惑星の大集合がアメリカ南部を中心に観測[69][70]。

### 6月
- 6月16日 - 関東から西の地域で皆既月食観測[71]。

### 10月
- 10月24日 - アメリカ南東部でオーロラ観測[72]。

### 12月
- 12月10日 - 皆既月食が観測される[73]。